# Równania MHD
Równania MHD – podstawowe równania magnetohydrodynamiki, opisujące zachowanie się materii przewodzącej prąd elektryczny w tym szczególnie płynów w obecności pola magnetycznego.

## "Idealna" MHD
Najprostszą postać równania MHD przyjmują w tzw. przybliżeniu idealnym. W idealnej MHD zakłada się, że płyn jest nielepki, o zaniedbywanej oporności. Innymi słowy jest to przypadek kiedy magnetyczna liczba Reynoldsa jest bardzo duża.
{\displaystyle {\frac {\partial \varrho }{\partial t}}+\nabla \cdot (\varrho {\boldsymbol {v}})=0}
{\displaystyle {\frac {\partial \varrho {\boldsymbol {v}}}{\partial t}}+\nabla \cdot (\varrho {\boldsymbol {vv}})=-\nabla p-{\frac {1}{8\pi }}\nabla (B^{2})+{\frac {1}{4\pi }}({\boldsymbol {B}}\cdot \nabla ){\boldsymbol {B}}}
{\displaystyle {\frac {\partial \varepsilon }{\partial t}}+\nabla \cdot (\varepsilon {\boldsymbol {v}})=-p\nabla \cdot {\boldsymbol {v}}}
{\displaystyle {\frac {\partial {\boldsymbol {B}}}{\partial t}}=\nabla \times ({\boldsymbol {v}}\times {\boldsymbol {B}})}
Powyższe równania to kolejno: równanie ciągłości masy, równanie ruchu, równanie energii, równanie indukcji.
Użyte symbole to:
- {\displaystyle \varrho } – gęstość,
- {\displaystyle p} – ciśnienie,
- {\displaystyle {\boldsymbol {v}}} – prędkość,
- {\displaystyle {\boldsymbol {B}}} – indukcja magnetyczna,
- {\displaystyle \varepsilon } – gęstość energii wewnętrznej

## Równania MHD z opornością
Rozpatrując zjawisko, dla którego nie można zaniedbać oporności plazmy (np. grzanie korony słonecznej) należy uwzględnić w równaniach prawo Ohma. Układ równań przyjmie wtedy postać:
{\displaystyle {\frac {\partial \varrho }{\partial t}}=-\nabla \cdot (\varrho {\boldsymbol {v}})}
{\displaystyle \varrho {\frac {\partial {\boldsymbol {v}}}{\partial t}}=-\varrho ({\boldsymbol {v}}\cdot \nabla ){\boldsymbol {v}}-\nabla P-{\frac {1}{8\pi }}\nabla (B^{2})+{\frac {1}{4\pi }}({\boldsymbol {B}}\cdot \nabla ){\boldsymbol {B}}}
{\displaystyle {\frac {\partial E}{\partial t}}=-\nabla [(E+P){\boldsymbol {v}}]+{\frac {4\pi \eta _{\mathrm {e} }}{c^{2}}}|{\boldsymbol {j}}|^{2}}
{\displaystyle {\frac {\partial {\boldsymbol {B}}}{\partial t}}=-\nabla \times (\eta _{\mathrm {e} }\nabla \times {\boldsymbol {B}})+\nabla \times ({\boldsymbol {v}}\times {\boldsymbol {B}})}
gdzie:
- {\displaystyle {\boldsymbol {j}}} – gęstość prądu
- {\displaystyle \eta _{\mathrm {e} }} – oporność elektryczna
- {\displaystyle E} – suma gęstości energii wewnętrznej i kinetycznej na jedn. objętości